# Les Ennuis commencent
Les Ennuis commencent est un groupe de rock 'n' roll français, originaire de Decazeville, en Aveyron. Formé en 1995 par Atomic Ben, le groupe est musicalement inspiré des années 1950 : Elvis Presley, Chuck Berry, Buddy Holly, Gene Vincent, Jerry Lee Lewis, etc.
Dans la lignée du rock français des Dogs ou de Jezebel Rock, Les Ennuis commencent se disent également influencés par des groupes actuels tels que The Raveonettes, The Cramps ou Madrugada.

## Biographie
Ancien leader des Aficionados, Atomic Ben forme Les Ennuis commencent en 1995 autour de Patrick Bony et Patrick Vilbert (dit Le Papet). Le style se rapproche d’abord du punkabilly avec un premier album, Tacos and Burgers en 1997. En 1999, le contrebassiste Gus Tattoo remplace le bassiste Patrick Bony (ex-Impies). La contrebasse oriente le style du groupe vers le rockabilly et Les Ennuis Commencent sortent, dans cet esprit, leur deuxième album : Boo-Boo Jam Rockabilly, enregistré et produit au mythique Kaiser Studio. En 2002, à la demande du public, ils enregistrent Los Muertos confederados, exclusivement en espagnol, qui reprend tous les titres hispaniques joués sur scène (Ay que dolor, Me quedo contigo, Quizas...).
En 2008, le batteur des débuts Patrick Vilbert (Papet Boum Boum) prend sa retraite du groupe après 13 ans de bons et loyaux services. Très proche du groupe les Bullshitters, le groupe recrute presque simultanément leur batteur Hugo le Kid et le guitariste leader Arno KLX. Ces changements donnent un nouvel élan à la formation qui passe ainsi à quatre : deux guitares, une contrebasse et une batterie. Un an plus tard, en 2010, ils sortent leur quatrième album Superfriends en CD et en vinyle 25 cm. 14 titres dont un hommage à Dominique Laboubée, le single The Soviet Secret Bomb et la reprise des Dogs La Belle saison. Enregistré au studio Q.D.C. (ELP Records) par Plume et produit par Meryl Jones, c'est un album de rock assez brut, enregistré en trio dans un premier temps, avec un son gras et compressé et ré-arrangé sur la fin avec l’arrivée d’Arno aux guitares.
Cinq ans plus tard, en 2015, Les Ennuis retrouve Plume pour leur nouvel album Love-o-Rama, un projet plus abouti que les précédents avec l'enregistrement d'une vingtaine de morceaux pour n'en garder que 12 sur l'album final, disponible en CD et vinyle 33 tours,. Ils effectuent une tournée promotionnelle pour l'album. Il contient de nombreuses collaborations avec des amis du groupe notamment des claviers de Ben Bridgen (Chernobilly Boogie) ou des arrangements de la part des légendaires Jezebel Rock. Cinq morceaux n'ayant pas été sélectionnés sur l'album sont disponibles sur l'EP Astro Rockabilly Mambo. Le groupe est annoncé en concert pour le mercredi 11 juillet 2018 à Creissels.

### Méthanol Production
Proche du label Big Beat Records, Les Ennuis commencent sont les créateurs de leur propre label, Méthanol Production, qui produit tous leurs disques mais aussi des concerts inédits ainsi que d’autres groupes essentiellement de Decazeville liés à l'entourage des Ennuis : Les Twist-o-Matics, Diabolo Pop, The Bullshitters, The Last Gunshot, ou encore les Dallas Punkers.

### Univers et concerts
Influencées par les univers littéraires américains de Ray Bradbury et de Jack Kerouac, leurs compositions traitent d’histoires de cœur malheureuses, d’intrigues policières, de brèves de comptoir, et d’épopées mécaniques. Elles sont traditionnellement mêlées en concert avec des reprises vitaminées de rock 'n' roll des années 1950 et des chansons en espagnol. Les Ennuis commencent effectuent une cinquantaine de concerts par an dans les cafés-concerts, festivals musicaux et lors d'événements bikers.

## Membres actuels
- Atomic Ben - guitare, chant
- Gus Tattoo - contrebasse
- Hugo Le Kid - batterie - chœurs
- Arno KLX - guitare

## Anciens membres
- Patrick Vilbert (Papet) - batterie (1995-2008) (décédé en avril 2016)[6]
- Patrick Bony - basse (1995-1999)
- Merrhy - tambourin, chœurs (1995-1997)

## Discographie

### Albums
- 1997 : Tacos and Burgers
- 1999 : Boo-Boo Jam Rockabilly
- 2002 : Los Muertos confederados
- 2010 : Superfriends
- 2015 : Astro Rockabilly Mambo EP (The Johnny Burnout Outtakes)
- 2015 : Love-o-Rama

### Compilations
- 2004 : Rock'n Roll All Stars (produit par Pirates Prod. et distribué par Nocturne avec Hot Gang, Ricky Amigos, King Size...)
- 2006 : Stories of the Dogs, Songs for Dominique (produit par Lollipop records et distribué par PIAS avec : Louise Feron, Marc Minelli, Frandol...)